# Monastero di San Teonisto (Treviso)
Il monastero di San Teonisto era un monastero benedettino sito a Treviso, a cui era annessa l'ex chiesa di San Teonisto.

## Storia
Il monastero fu edificato a partire dal 1175 come sede cittadina distaccata dell'abbazia benedettina di Santa Maria di Mogliano presso la chiesa di San Teonisto concessa al monastero dal vescovo Olderico di Treviso nel 1045. Nel marzo del 1413 il piccolo monastero divenne sede del capitolo benedettino, quando, a seguito dei continui danni per guerre e occupazioni alla sede moglianese e su pressione delle autorità ecclesiali trevigiane, le monache decisero di trasferirsi in città.
Il monastero fu soppresso il 10 maggio 1810 dal governo Napoleonico, e i beni incamerati dallo stato, che vi installò un collegio femminile amministrato da suore domenicane alle quali successero nel 1834 delle insegnanti laiche. Il collegio femminile diventato comunale rimase attivo fino al 1915. Successivamente nel maggio del 1941 il complesso degli edifici, eccetto la chiesa ed il campanile passarono al seminario vescovile diocesano. Il 7 aprile 1944 a seguito del bombardamento alleato della città di Treviso il monastero fu raso al suolo e la chiesa seriamente danneggiata.